# Dinamarca en los Juegos Olímpicos de Salt Lake City 2002
Dinamarca estuvo representada en los Juegos Olímpicos de Salt Lake City 2002 por un total de 11 deportistas que compitieron en 2 deportes.  
El portador de la bandera en la ceremonia de apertura fue el jugador de curling Ulrik Schmidt. El equipo olímpico danés no obtuvo ninguna medalla en estos Juegos.